# 性手枪
性手枪是一支英国朋克搖滾乐队，于1975年在伦敦组建。尽管只存在了两年半时间，仅发行了四首单曲和一张录音室专辑，性手枪被视为流行乐史上最有影响力的乐队之一，引发了英国的朋克运动，启发了许多后来的朋克和另类摇滚音乐人。
性手枪的初始阵容为主唱约翰·里顿（艺名“约翰尼·罗登”）、主音吉他手斯蒂夫·瓊斯（Steve Jones）、鼓手保罗·库克和贝斯手格伦·马特洛克。1977年初，马特洛克被席德·维瑟斯取代。
乐队经理人为马尔科姆·麦克拉伦（Malcolm McLaren），他是一位视觉艺术家、表演者、服装设计师和精品店店主。在他的运作下，乐队引起的争议给了他们巨大的曝光度。他们的演唱会再三引发和主办方及当地管理部门的矛盾，他们的公开露面常结束于暴乱中。
乐队1977年的单曲攻击了社会成规和对皇室的遵从。他们时常越轨的歌词涉及的主题还有音樂產業、消費主義、堕胎和納粹大屠殺。
1978年1月，在状况频出的美国巡演末尾，罗登退出了性手枪并宣布了乐队的解散。在接下来的几个月中，剩余三个成员为麦克拉伦讲述性手枪故事的电影录制歌曲。
1979年2月，维瑟斯因海洛因过量去世。1996年，罗登、琼斯、库克和马特洛克为一次巡演临时重组。自2002年起，他们举办了进一步的重组演唱会和巡演。
2006年，性手枪（四位初始成员再加上维瑟斯）被引入摇滚名人堂，但他们拒绝参加入驻典礼，称名人堂为“一点尿渍”。

## 成立
1972年，尚未成年的斯蒂夫·瓊斯（吉他手）和保羅·庫克（Paul Cook，鼓手）決定組成一個樂團。吉他手史蒂夫·瓊斯和鼓手保羅·庫克加上他們的一個同班同學，便是性手槍樂團的前身河濱樂團(Strand band)，有時也被稱為Swankers樂團-還包括Jim Mackin的風琴和Stephen Hayes（後來的Del Delones）的貝司。而後又有2個年輕人加入，原因是河濱樂團裝備齊全。樂器由史蒂夫·瓊斯提供，實際上，它們全是瓊斯偷來的。史蒂夫·瓊斯在瑪律科姆·麥克拉倫的商店打週末零工。
瑪律科姆·麥克拉倫是一位反社會、反傳統思想的商人。麥克拉倫開的商店十分賺錢，但他的野心並不在商業上，他一直試圖成為音樂製作人和樂團經紀人。他和他的店員史蒂夫·瓊斯也不是一般的老闆與雇員關係。瓊斯纏著麥克拉倫為河濱尋找一塊排練場地時，麥克拉倫爽快地照辦了。
在這樣的老闆誘導下，另一位店員格萊思·邁特羅克（Glen Matlock）也加入了搖滾行列，成了河濱樂團的貝斯手。為了幫河濱找一名歌手。麥克拉倫早留意上來他商店的一位常客，並得知這位染綠髮的少年叫約翰·里頓（John Lydon）。里頓用點唱機隨著愛麗絲·庫珀（Alice Cooper）演唱為樂團試音，很令人滿意，幾次彩排之後，麥克拉倫已看出他正是樂團需要的。
樂團人員已經就位，瑪律科姆·麥克拉倫開始按他的想法和生活方式塑造它，主唱約翰·里頓牙齒不甚美觀，常被隊友中的吉他手史蒂夫·瓊斯戲稱為“爛牙”，麥克拉倫遂為其取名為約翰尼·羅頓（Johnny Rotten）意義為腐朽，爛掉的，麥克拉倫以此來顯示社會本身的病態和既成觀念的腐朽。

## 名字由来
他的總店“性”（Sex），店裡出售的時裝上曾有過一淫蕩的標語“性手槍”（Sex Pistols）此刻被借來做為團名。河濱與性手槍相比的確不夠刺激。單純翻唱一直是小樂團們的生存手段，但顯然已不再符合雄心勃勃的性手槍計畫。

## 崛起
1975年，他們在倫敦聖馬丁學院首次上演。剛表演了一下，便被一位觀眾拔去了電源。
瑪律科姆·麥克拉倫眼力不差秋毫，他找到的正是幾位反叛專家。倒不是為了回報麥克拉倫投入的財力、物力、精力，性手槍的幾位成員認為：人類所處的社會永遠都不是一個令大家都完全滿意的社會，每個人心理處於不平衡狀態時都需要報怨、發牢騷。
性手槍對社會的弊病無孔不入，並且，還沒有人能超越性手槍攻擊這些弊病的那種令人驚訝的技巧。
他們咒駡墮胎，咒駡八小時工作制、人類的互相欺騙、各種礙手礙腳的條框、憑空而來的壞情緒，甚至不放過對英國人來說最清白的兩個人——女王和自己。要表達諸如此類的激烈情緒，從埃尔维斯·普雷斯利和披頭士那兒是不會受太多啟發的。因此，他們的音樂極為嘈雜粗陋。
有人懷疑它藝術上的魅力，卻絲毫不懷疑它很適合那種人皆有之的糟糕態度。有人認為它貌似粗鄙，卻能助達到宣洩自己的目的。
這種憤世妒俗為主導的表演必然煽起人群的惡劣情緒，因此演出與暴力事件牽扯不斷。在The 100俱樂部中的一場演出中一位女孩在瘋狂的玻璃大會戰中雙目失明。演出时經常中途被警員驅散。法國的Mont De Marson Punk音樂節懾於他們的壞名聲將其拒之門外。
1976年，性手槍參加了在倫敦牛津城the 100俱樂部舉行的龐克音樂節。性手槍的演出全面推動了龐克運動的興起，正因為這次演出，the 100俱樂部至今被認為是龐克運動的誕生之地。
EMI唱片公司先聲奪入，匆匆將性手槍拉到旗下，性手槍旋即推出首張單曲"英國無政府狀態"(Anarchy in The UK) 這副要造反的架勢與慣例中藝人們放蕩的小動作不盡相同。
正因為在府官員座椅下點上一把火而得意的性手槍隨後接受了一次電視採訪，電視記者誘導他們“來點憤怒的話吧”，吉他手史蒂夫·瓊斯在電視上說了一些足令當今電視機前的觀眾暈倒的污言穢語，第二天報紙的頭版刊出了性手槍的醜態，並極力敦促EMI公司廢止與他們的合約。
公眾的怒火讓那些預備承接性手槍巡迴演出的單位，像遇見瘟疫一樣唯恐避之而不及。一系列災變不但使巡演計畫流產，還導致了貝司手格萊思·邁特羅克離隊，他的繼任者席德·維瑟斯（Sid Vicious）曾是性手槍最瘋狂的追隨者，此前他是個鼓手，但他作為性手槍的貝斯手，後來卻成了最具龐克特徵的代表性人物。
同年，性手槍與A&M唱片公司簽約，準備發行單曲“上帝保佑女王”（God Save The Queen），這首作品首次向王座開火，並把女王忠實的臣民描述成了白癡，唱片內樂團的照片背景拍攝地取了白金漢宮的外牆，它的威力不啻於閃電掣入了不列顛歷來以久的民族主義的心臟。這回他們痛快地給了保皇派一記耳光，但也被A&M公司解約。
幾個月後，這支認為女王不需要拯救的樂團更換了第三家唱片公司 - Virgin，在Virgin公司旗下“上帝保佑女王”終於發行，設計師還在套封裡給女王的鼻子加了支安全別針（刺蝟頭，破舊衣著和安全別針是他們的標誌），導致這張唱片四處遭禁。性手槍選在女王繼位紀念日，在泰晤士的遊輪上狂嚎“上帝保佑女王”，直到員警把他們抓起來才結束。
稍後的單曲“美妙的茫然”（Pretty Vacant），“陽光假日”（Holidays In the Sun）同專輯《別在乎那些廢話，性手槍在此》（Never Mind the Bollocks——Here's The Sex Pistols）儘管廣遭銷售商們的抵制和榜評員們的大做手腳的干擾仍成為榜上先鋒。這已不是樂團與保守人士之間的事，已演進成一部分人同另外一部分人在思維和行為方式上的爭執，性手槍到此發展到了顛峰。

## 沒落
1978年的美國之行註定了樂團沒落的開始。在三藩市演出時，主唱約翰尼·羅頓咆哮“自己被騙了”，第二天他宣佈離隊，樂團的經紀人兼締造者瑪律科姆·麥克拉倫被认为至少有三件事做得不妥。
1. 他解雇了約翰尼·羅頓，
2. 他犧牲了樂團過量的金錢和精力拍攝樂團的自傳體記錄片“偉大的搖滾騙術”（The Great Rock N' Roll Swindle），
3. 3.他在這部傳記中忽視了前貝斯手格萊思·邁特羅克，任意貶低離任主唱約翰尼·羅頓；他還把火車搶劫犯龍尼·比格斯（Ronnie Biggs）弄來當主唱。

1978年已成為樂團核心的貝司手席德·維瑟斯的女友南茜·斯龐根（Nancy SpunGen）被發現死於維瑟斯的寓所，維瑟斯受到謀殺指控，在開庭前的保釋期間他攝入毒品時酗酒而導致死亡。
瑪律科姆·麥克拉倫後來的失策和席德·維瑟斯之死表像不能概括為性手槍沒落的原因，究其根源恐伯仍要歸結到性手槍的主導思想上，即「與世界徹底的決裂和完全的自我毀滅」。
在它之後的二十多年裡湧現出了數百支類似他們的樂團，許多非龐克樂團也紛紛探討和翻唱他們的作品。
對於其中夾雜的不少偽龐克樂團，對此性手槍樂團曾經嚴峻表示「不要試圖模仿，那像是更改一封適時適地有著適宜主人的舊信件的時間、地址、主人一樣拙劣。
」